# 現代医学教育博物館
現代医学教育博物館（げんだいいがくきょういくはくぶつかん）とは、岡山県倉敷市にある医学教育の為の博物館。学校法人川崎学園が運営している。

## 概要
日本唯一の医学教育博物館である。医学全域にわたる豊富な実物標本と視聴覚教材を持っている。病理解剖に使われた臓器の標本約1800点や、胎児模型などを所蔵・展示する。「第2の実物図書館」「動きを見る図書館」として医学教育に役立っている。一般にも開放された、医学を分かりやすく説明する「家庭医学」「大衆医学」の博物館でもある。川崎医科大学の実習施設も兼ねており、様々な実習が行える。

川崎学園の学校（川崎医科大学や川崎医療福祉大学、川崎医科大学附属高等学校等）の学生・生徒は一年生の時に見学する事になっており、内部では「MM」と呼ばれて親しまれている。

## 沿革
- 1980年　川崎医科大学の創立10周年記念事業として設立される。
- 1981年　川崎祐宣が初代館長に就任。2階、4階が開館。
- 1982年　3階が完成。
- 1983年　心臓血管モデル完成（バイエルより寄贈）。
- 1989年　柴田進が第二代館長に就任。
- 1995年　望月義夫が第三代館長に就任。
- 1997年　山下貢司が第四代館長に就任。
- 2005年　植木宏明が第五代館長に就任。

　　　　　　　　愛知万博の国連館より動脈硬化模型等が寄贈される。

　　　　　　　　岡山県博物館協議会に加盟。
- 2016年　福永仁夫が第六代館長に就任。

## 施設・展示
2階は広く一般に開放し、様々な病気とその予防等を解説する「健康教育博物館」となっている。3階と4階は医療関係者の学習フロアとなっている。 
- 一階　展示物作製エリア
- 二階　健康教育博物館
- 三階　学生のための学習フロア
  - 病理肉眼標本や症例問題が展示されているほか、機械を使って学習できる装置があり、映像を見たり、注射等の練習が出来たりする。
- 四階　学生のための学習フロア
  - 展示のほか、救急医療の実習施設や、実習や学会の時に使うミーティングルームがある。
- 五階　総合臨床医学実習場

## 交通アクセス
- 電車　JR山陽本線の中庄駅から徒歩15分程度
- 車　倉敷インターチェンジ、早島インターチェンジより各8分程度